# Гіпотеза Болька
Гіпотеза Болька — альтернативне вчення еволюційної антропології, в основі якого лежить явище неотенії приматів. Відомий антрополог Людвік Больк зробив свого часу спостереження, яке було майже забуте до останнього часу. Він виявив велику подібність між зовнішністю людини й ембріоном мавпи, у зв'язку з чим засумнівався в тому, що людина походить від мавп і чи не було все навпаки. Теорія Болька може пояснити такі явища, як слабкість скелету людини, відсутність густого волосся на тілі тощо. Класична антропологія нездатна пояснити несподіване зникнення в людини того, що вже явно допомагало б їй вижити в льодовиковий період, у жорстокій міжвидовій боротьбі. Секрет, на думку Болька, полягає в неотенії — затримці розвитку чи повній відсутності проявів дорослих ознак в ембріональному стані. Завдяки неотенії еволюція має можливість повернутися одразу в інше річище, не зачіпаючи дорослі, доволі консервативні ознаки.